# Jeongseon-gun
Jeongseon-gun (koreanska: 정선군) är en landskommun i Sydkorea. Den ligger i provinsen Gangwon, i den centrala delen av landet, 170 km sydost om huvudstaden Seoul.
Skidanläggningen Jeongseon Alpin Center, som användes under olympiska vinterspelen 2018, ligger i Bukpyeong-myeon.

## Administrativ indelning
Kommunen är indelad i fyra köpingar (eup) och fem socknar (myeon): 
Bukpyeong-myeon,
Gohan-eup,
Hwaam-myeon,
Imgye-myeon,
Jeongseon-eup,
Nam-myeon,
Sabuk-eup,
Sindong-eup och
Yeoryang-myeon.